# Paul Abraham
Paul Abraham, o Ábrahám Pál en hongarès (Apatin, Àustria-Hongria, avui Sèrbia, 2 de novembre de 1892 - Hamburg, 6 de maig de 1960), va ser un compositor d'operetes que va emigrar als Estats Units el 1933.

## Obra musical
- 1928. Zenebona
- 1928. Der Gatte des Fräuleins.
- 1929. Szeretem a felségem.
- 1930. Victoria und ihr Husar, Budapest.
- 1931. Die Blume von Hawaii, Leipzig.
- 1932. Ball im Savoy, Berlín.
- 1934. Märchen im Gran Hotel.
- 1935. Dschainah, das Mädchen aus dem Tanzhaus.
- 1935. Történnek még csodak.
- 1935. Viki.
- 1937. Julia.
- 1937. Roxy und ihr Wunderteam.